# جون ديفيس (عسكري أمريكي)
جون ديفيس (بالإنجليزية: John Davis)‏ هو عسكري أمريكي، ولد في 1854 في كينغستون في جامايكا، وتوفي في 19 أغسطس 1903.